# Un cor extraordinari
Un cor extraordinari (originalment en alemany, Dieses bescheuerte Herz) és una pel·lícula de comèdia alemanya del 2017 dirigida per Marc Rothemund, basada en el llibre Dieses bescheuerte Herz: Über den Mut zu träumen de Lars Amend i Daniel Meyer. El 18 d'abril de 2022 es va estrenar el doblatge en català a TV3.

## Sinopsi
Lenny Reinhard, un jove de trenta anys fill d'un eminent cardiòleg, viu a costa de son pare, que acaba per tancar-li l'aixeta dels diners. Perquè torni a rajar, li posa com a condició que faci companyia a un pacient de quinze anys, David Müller, que té un greu defecte cardíac de naixement que fa que, per a ell, qualsevol dia pugui ser el darrer. En Lenny s'encarrega d'ajudar en David a veure complerta una llarga llista de desitjos, materials i immaterials. Gràcies a aquesta marató, en Lenny i en David esdevindran "germans per sempre".

## Repartiment
- Elyas M'Barek - Lennard "Lenny" Reinhard
- Philip Noah Schwarz - David Müller
- Nadine Wrietz - Betty Müller
- Uwe Preuss - Dr. Reinhard
- Lisa Bitter - Dr. Julia Mann
- Jürgen Tonkel - Herr Petry